# Одеса (Вашингтон)
Одесса (англ. Odessa) — місто (англ. town) в США, в окрузі Лінкольн штату Вашингтон. Населення — 896 осіб (2020).

## Географія
Одесса розташована за координатами 47°19′57″ пн. ш. 118°41′21″ зх. д. / 47.33250° пн. ш. 118.68917° зх. д. (47.332631, -118.689287).  За даними Бюро перепису населення США в 2010 році місто мало площу 2,13 км², уся площа — суходіл.

### Клімат
| Клімат : Одесса         | Клімат : Одесса | Клімат : Одесса | Клімат : Одесса | Клімат : Одесса | Клімат : Одесса | Клімат : Одесса | Клімат : Одесса | Клімат : Одесса | Клімат : Одесса | Клімат : Одесса | Клімат : Одесса | Клімат : Одесса | Клімат : Одесса |
| Показник                | Січ.            | Лют.            | Бер.            | Квіт.           | Трав.           | Черв.           | Лип.            | Серп.           | Вер.            | Жовт.           | Лист.           | Груд.           | Рік             |
| Абсолютний максимум, °C | 26,7            | 20,0            | 28,3            | 33,9            | 37,8            | 43,3            | 44,4            | 44,4            | 38,9            | 32,8            | 22,8            | 23,3            | 44,4            |
| Середній максимум, °C   | 1,7             | 5,7             | 11,8            | 17,4            | 22,3            | 26,4            | 31,4            | 30,6            | 25,4            | 17,7            | 8,0             | 2,6             | 16,7            |
| Середній мінімум, °C    | −6,7            | −4,2            | −1,3            | 1,3             | 4,8             | 8,6             | 11,3            | 10,5            | 6,2             | 1,4             | −2,4            | −5,5            | 2,0             |
| Абсолютний мінімум, °C  | −36,1           | −32,8           | −15,6           | −12,2           | −6,7            | −9,4            | 0,0             | −3,9            | −9,4            | −18,9           | −27,2           | −31,1           | −36,1           |
| Норма опадів, мм        | 32              | 23              | 22              | 17              | 22              | 20              | 10              | 7               | 13              | 19              | 35              | 36              | 258             |
| Днів з опадами          | 9               | 7               | 7               | 6               | 6               | 5               | 3               | 3               | 4               | 6               | 9               | 10              | 75,0            |
| ----------------------- | --------------- | --------------- | --------------- | --------------- | --------------- | --------------- | --------------- | --------------- | --------------- | --------------- | --------------- | --------------- | --------------- |
| Джерело:                |                 |                 |                 |                 |                 |                 |                 |                 |                 |                 |                 |                 |                 |

## Демографія
Згідно з переписом 2010 року, у місті мешкало 910 осіб у 394 домогосподарствах у складі 253 родин. Густота населення становила 427 осіб/км².  Було 460 помешкань (216/км²).
Расовий склад населення:
| - 95,5 % — білих - 1,3 % — корінних американців - 0,3 % — чорних або афроамериканців - 0,2 % — азіатів - 1,0 % — осіб інших рас |

До двох чи більше рас належало 1,6 %. Частка іспаномовних становила 2,6 % від усіх жителів.
За віковим діапазоном населення розподілялося таким чином: 21,9 % — особи молодші 18 років, 51,7 % — особи у віці 18—64 років, 26,4 % — особи у віці 65 років та старші. Медіана віку мешканця становила 50,8 року. На 100 осіб жіночої статі у місті припадало 89,2 чоловіків;  на 100 жінок у віці від 18 років та старших — 87,6 чоловіків також старших 18 років.
Середній дохід на одне домашнє господарство  становив 51 105 доларів США (медіана — 35 119), а середній дохід на одну сім'ю — 62 598 доларів (медіана — 48 393). Медіана доходів становила 56 875 доларів для чоловіків та 26 591 долар для жінок. За межею бідності перебувало 15,5 % осіб, у тому числі 43,1 % дітей у віці до 18 років та 5,9 % осіб у віці 65 років та старших.
Цивільне працевлаштоване населення становило 253 особи. Основні галузі зайнятості: освіта, охорона здоров'я та соціальна допомога — 32,4 %, роздрібна торгівля — 8,7 %, мистецтво, розваги та відпочинок — 6,7 %, сільське господарство, лісництво, риболовля — 6,7 %.